# Tapinoma amazone
Tapinoma amazone är en myrart som beskrevs av Wheeler 1934. Tapinoma amazone ingår i släktet Tapinoma och familjen myror. Inga underarter finns listade i Catalogue of Life.